# Anatomie radiologique
 (mars 2020).
Si vous disposez d'ouvrages ou d'articles de référence ou si vous connaissez des sites web de qualité traitant du thème abordé ici, merci de compléter l'article en donnant les références utiles à sa vérifiabilité et en les liant à la section « Notes et références ».

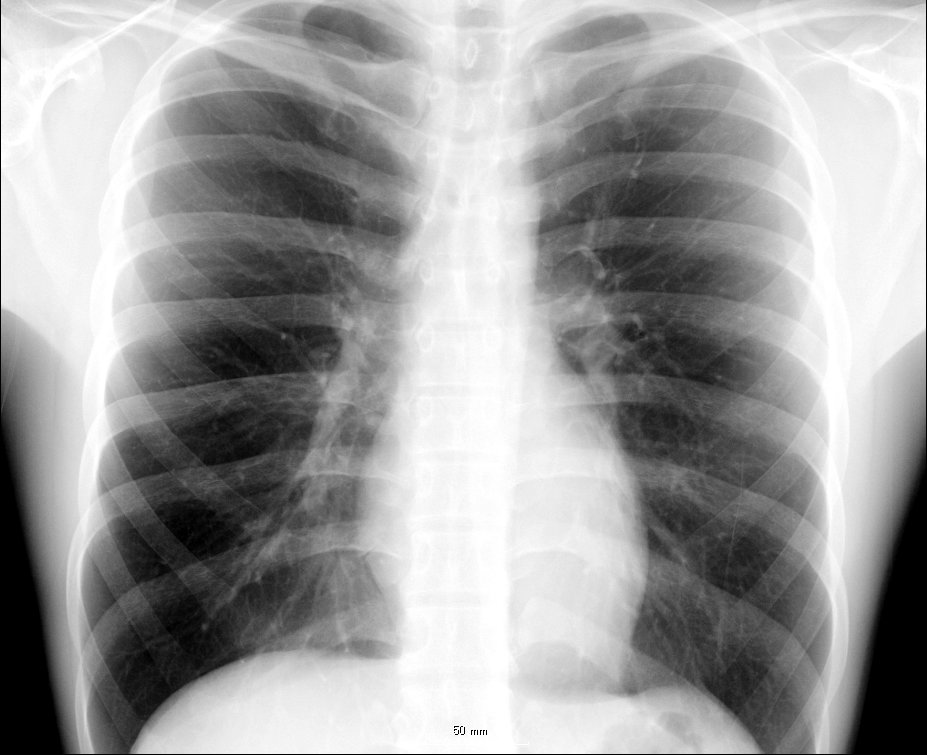
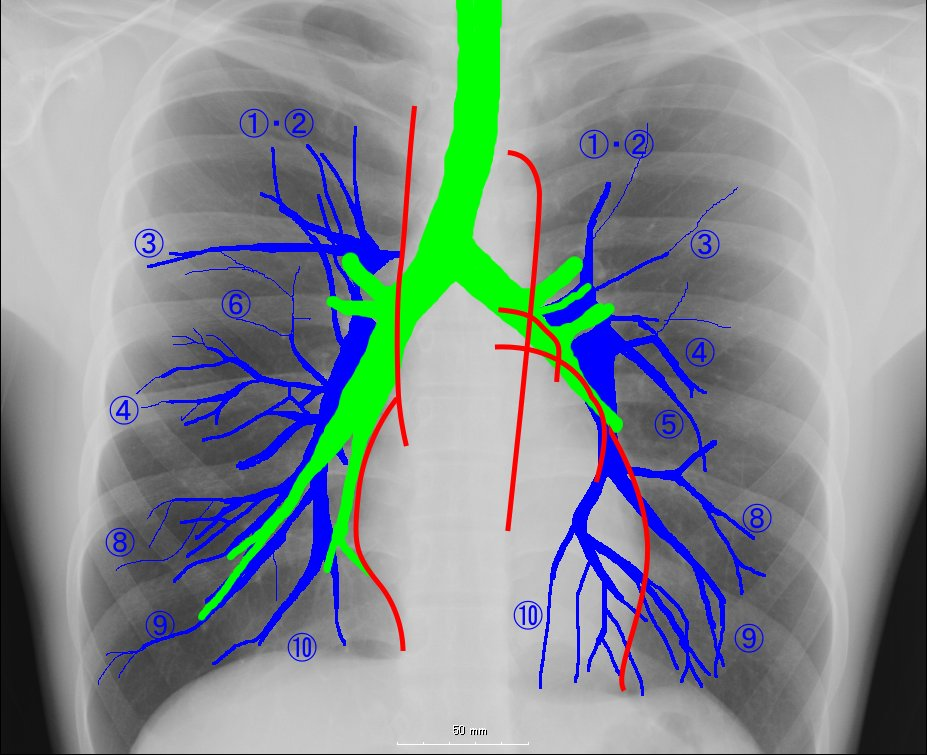
Anatomie radiographique d'une poitrine humaine.

La radioanatomie est une technique utilisée dans le domaine de l'anatomie qui repose sur l'exploitation de films radiographiques. Le film radiographique représente l'image bidimensionnelle d'un objet tridimensionnel en raison de la projection de différentes structures anatomiques sur une surface plane. 
En raison des compétences nécessaires à la lecture correcte des images, l'anatomie radiologique est la base de la formation des radiologistes, et une composante de la formation des étudiants en médecine. 